# Magoar
Magoar [magwaʁ] est une commune française située dans le département des Côtes-d'Armor en région Bretagne.

## Géographie
La paroisse fait partie du territoire breton traditionnel du pays Fañch.
|        | Bourbriac | Plésidy |
| Kerien | Magoar    | Kerpert |
|        | Lanrivain |         |

### Hydrographie
Pour un article plus général, voir Réseau hydrographique des Côtes-d'Armor.
La commune est située dans le bassin Loire-Bretagne. Elle est drainée par le Moulin de l'Estolet, le ruisseau du Moulin de la salle et un autre petit cours d'eau,.

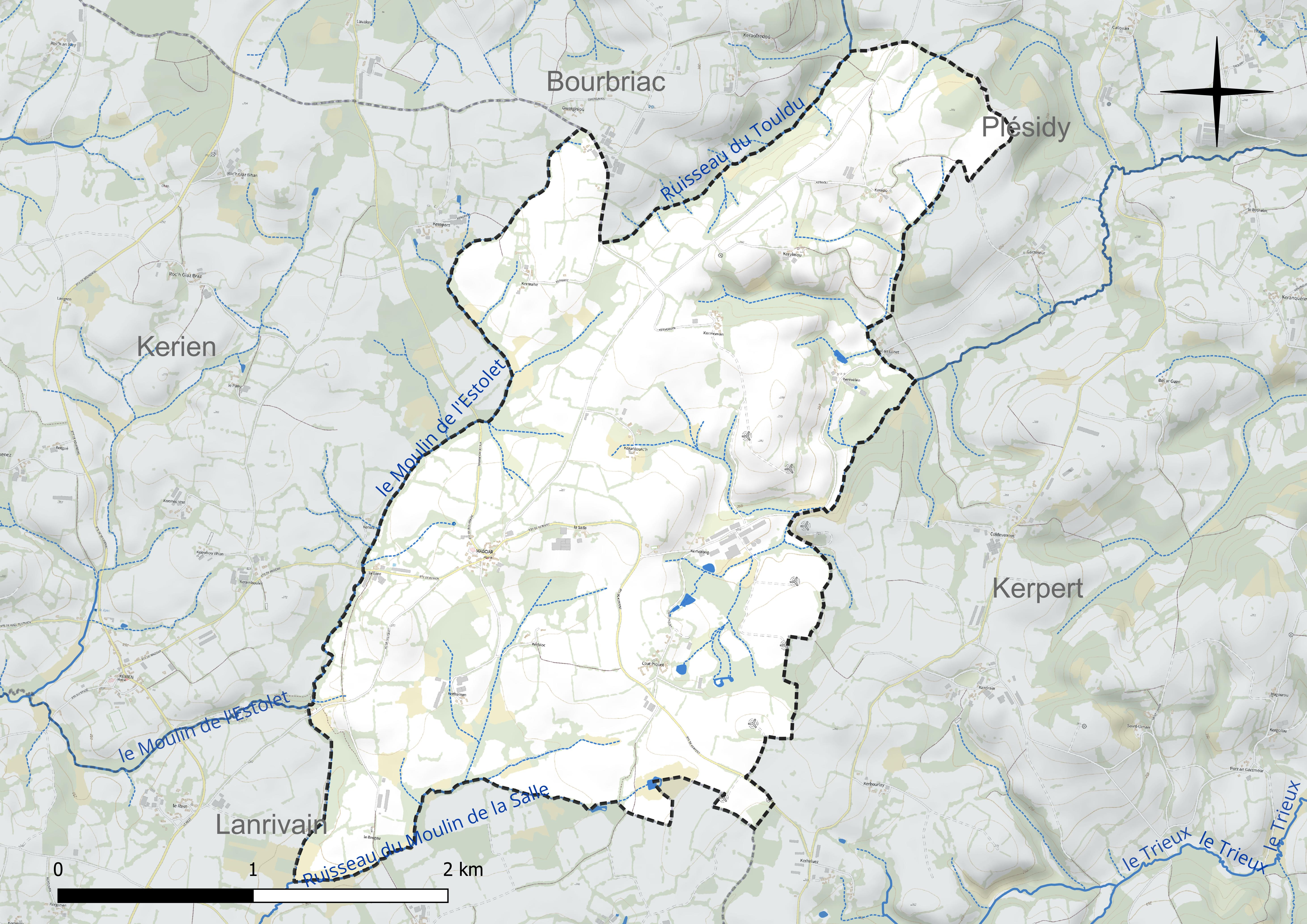
Réseau hydrographique de Magoar.

### Climat
Pour des articles plus généraux, voir Climat de la Bretagne et Climat des Côtes-d'Armor.
En 2010, le climat de la commune est de type climat océanique franc, selon une étude du CNRS s'appuyant sur une série de données couvrant la période 1971-2000. En 2020, Météo-France publie une typologie des climats de la France métropolitaine dans laquelle la commune est exposée à un climat océanique et est dans la région climatique Finistère nord, caractérisée par une pluviométrie élevée, des températures douces en hiver (6 °C), fraîches en été et des vents forts. Parallèlement l'observatoire de l'environnement en Bretagne publie en 2020 un zonage climatique de la région Bretagne, s'appuyant sur des données de Météo-France de 2009. La commune est, selon ce zonage, dans la zone « Monts d'Arrée », avec des hivers froids, peu de chaleurs et de fortes pluies.
Pour la période 1971-2000, la température annuelle moyenne est de 10,8 °C, avec une amplitude thermique annuelle de 12,1 °C. Le cumul annuel moyen de précipitations est de 1 080 mm, avec 16,5 jours de précipitations en janvier et 8,6 jours en juillet. Pour la période 1991-2020, la température moyenne annuelle observée sur la station météorologique la plus proche, située sur la commune de Kerpert à 5 km à vol d'oiseau, est de 10,8 °C et le cumul annuel moyen de précipitations est de 1 088,9 mm,. Pour l'avenir, les paramètres climatiques de la commune estimés pour 2050 selon différents scénarios d’émission de gaz à effet de serre sont consultables sur un site dédié publié par Météo-France en novembre 2022.

## Urbanisme

### Typologie
Au 1er janvier 2024, Magoar est catégorisée commune rurale à habitat très dispersé, selon la nouvelle grille communale de densité à 7 niveaux définie par l'Insee en 2022.
Elle est située hors unité urbaine et hors attraction des villes,.

### Occupation des sols
L'occupation des sols de la commune, telle qu'elle ressort de la base de données européenne d’occupation biophysique des sols Corine Land Cover (CLC), est marquée par l'importance des territoires agricoles (98,8 % en 2018), en augmentation par rapport à 1990 (96 %). La répartition détaillée en 2018 est la suivante :
zones agricoles hétérogènes (59,5 %), terres arables (39,3 %), forêts (1,2 %). L'évolution de l’occupation des sols de la commune et de ses infrastructures peut être observée sur les différentes représentations cartographiques du territoire : la carte de Cassini (XVIIIe siècle), la carte d'état-major (1820-1866) et les cartes ou photos aériennes de l'IGN pour la période actuelle (1950 à aujourd'hui).

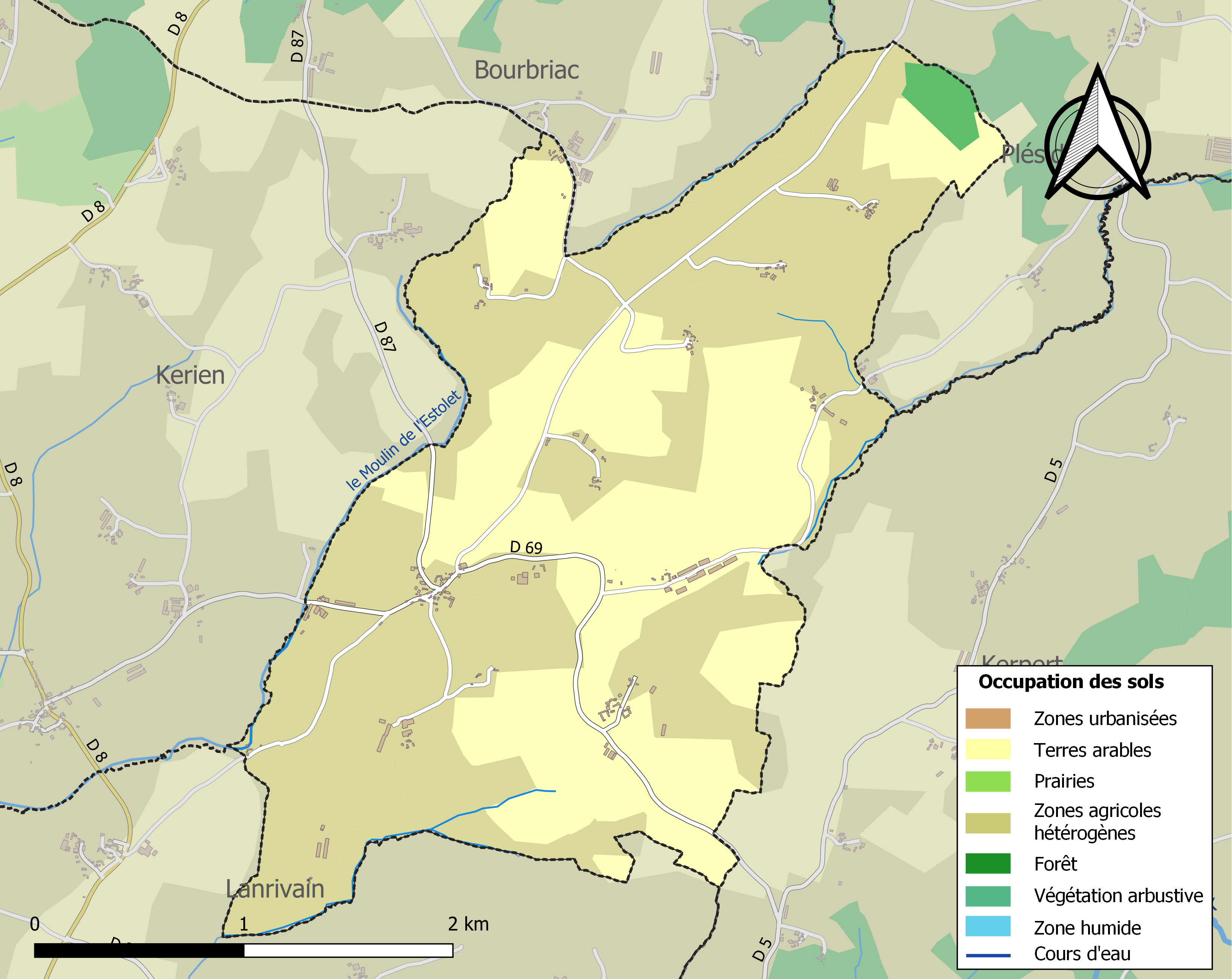
Carte des infrastructures et de l'occupation des sols de la commune en 2018 (CLC).

## Toponymie
Le nom de la localité est attesté sous les formes ecclesia Sancti Gildasii de Ploetmagoer en 1190, parrochia de Magoer en 1284, Magoer en 1434 et en 1459, Magouer en 1543, Magouard en 1779.
Magoar vient d'une variante du breton moger (« murs en ruines »).
Selon une autre hypothèse, le nom proviendrait de "Magoer", nom en breton de saint Magloire. Ces hypothèses sur l'origine du nom sont identiques à celles de Ploumoguer (Finistère) et de Ploumagoar (Côtes-d'Armor). Le gallois Magwyr (Sir Fynwy/Monmouthshire) a le même sens.
Magor en breton.

## Histoire

### Le Moyen-Âge
Magoar, enclavée dans l'évêché de Cornouaille, était une trève de Coadout (enclavée dans l'évêché de Tréguier) faisait partie du doyenné de Lanmeur relevant de l'évêché de Dol et était sous le vocable de saint Gildas.

### LeXXesiècle

#### La Belle Époque
L'abbé Le Floch, qui avait été recteur de Magoar avant de partir missionnaire au Canada, revint pendant l'hiver 1903-1904 dans son ancienne paroisse et parvint à convaincre environ 300 Bretons d'aller, via Saint-Malo et Halifax, s'établir au Canada, pour une partie d'entre eux sur les rives du lac Lenore dans la Saskatchewan où ils défrichèrent une centaine de lots (« homestead »). Le nom choisi pour le village créé est « Saint-Brieuc du Canada », mais une erreur orthographique le fit appeler « Saint Brieux » : un bureau de poste en 1904 et une école en 1906 y sont créés. L'abbé Le Floch, dans une lettre adressée à l'abbé Cadic, recteur de la paroisse bretonne de Paris, en date du 22 décembre 1906, demande à ce dernier de trouver des jeunes femmes « montées à Paris » qui seraient volontaires pour se rendre au Canada. En 1929, la colonie bretonne des environs du lac Lenore compte plus de cent familles. Nombre de descendants des premiers colons ont fait souche et se trouvent souvent à la tête d'exploitations agricoles prospères.

#### Les guerres duXXesiècle
Le monument aux Morts porte les noms de 22 soldats morts pour la Patrie :
- 16 sont morts durant la Première Guerre mondiale.
- 3 sont morts durant la Seconde Guerre mondiale.
- 2 sont morts durant la Guerre d'Algérie.
- 1 est mort dans le cadre des TOE.

## Politique et administration
| Période                                  | Période              | Identité                       | Étiquette | Qualité                                                                                           |
| ---------------------------------------- | -------------------- | ------------------------------ | --------- | ------------------------------------------------------------------------------------------------- |
| Les données manquantes sont à compléter. |                      |                                |           |                                                                                                   |
| ?                                        | ?                    | Maurice Raoult (1817-1886)     |           | Cultivateur Conseiller d'arrondissement (1867 → 1871)                                             |
| ?                                        | ?                    | Théophile Cadoudal (1860-1943) |           | Cultivateur Conseiller d'arrondissement                                                           |
| 1928                                     | ?                    | M. Le Magourou                 |           |                                                                                                   |
| 1947 ?                                   | janvier 1952 (décès) | Yves Le Magourou               |           | Cultivateur                                                                                       |
| février 1952                             | mars 1989            | Jacques Le Magourou            |           | Président du comice agricole Neveu du précédent et fils de M. Le Magourou, maire à partir de 1928 |
| mars 1989                                | juin 1995            | Émile Larmet                   |           |                                                                                                   |
| juin 1995                                | 26 mai 2020          | Yannick Dolo                   | DVG       | Agriculteur 1er vice-président de la CC du Pays de Bourbriac (2014 → 2016)                        |
| 26 mai 2020                              | En cours             | Arnaud Gouriou                 |           | Agent territorial                                                                                 |

## Démographie
L'évolution du nombre d'habitants est connue à travers les recensements de la population effectués dans la commune depuis 1793. Pour les communes de moins de 10 000 habitants, une enquête de recensement portant sur toute la population est réalisée tous les cinq ans, les populations de référence des années intermédiaires étant quant à elles estimées par interpolation ou extrapolation. Pour la commune, le premier recensement exhaustif entrant dans le cadre du nouveau dispositif a été réalisé en 2006.

En 2022, la commune comptait 75 habitants, en évolution de −11,76 % par rapport à 2016 (Côtes-d'Armor : +1,78 %, France hors Mayotte : +2,11 %).
| 1793 | 1800 | 1806 | 1821 | 1831 | 1836 | 1841 | 1846 | 1851 |
| ---- | ---- | ---- | ---- | ---- | ---- | ---- | ---- | ---- |
| 425  | 402  | 434  | 321  | 435  | 428  | 421  | 453  | 459  |

| 1856 | 1861 | 1866 | 1872 | 1876 | 1881 | 1886 | 1891 | 1896 |
| ---- | ---- | ---- | ---- | ---- | ---- | ---- | ---- | ---- |
| 436  | 447  | 404  | 369  | 463  | 414  | 452  | 459  | 472  |

| 1901 | 1906 | 1911 | 1921 | 1926 | 1931 | 1936 | 1946 | 1954 |
| ---- | ---- | ---- | ---- | ---- | ---- | ---- | ---- | ---- |
| 461  | 384  | 403  | 365  | 359  | 392  | 348  | 276  | 254  |

| 1962 | 1968 | 1975 | 1982 | 1990 | 1999 | 2006 | 2011 | 2016 |
| ---- | ---- | ---- | ---- | ---- | ---- | ---- | ---- | ---- |
| 256  | 220  | 172  | 155  | 114  | 96   | 90   | 88   | 85   |

| 2021 | 2022 | - | - | - | - | - | - | - |
| ---- | ---- | - | - | - | - | - | - | - |
| 80   | 75   | - | - | - | - | - | - | - |

Avec 88 habitants en 2020, Magoar est la deuxième commune la moins peuplée des Côtes-d'Armor (et même de la région Bretagne) après Loc-Envel qui compte à la même date 68 habitants.
Magoar a perdu 80 % de sa population entre 1851 et 1999, passant de 459 à 96 habitants entre ces deux dates.

## Lieux et monuments

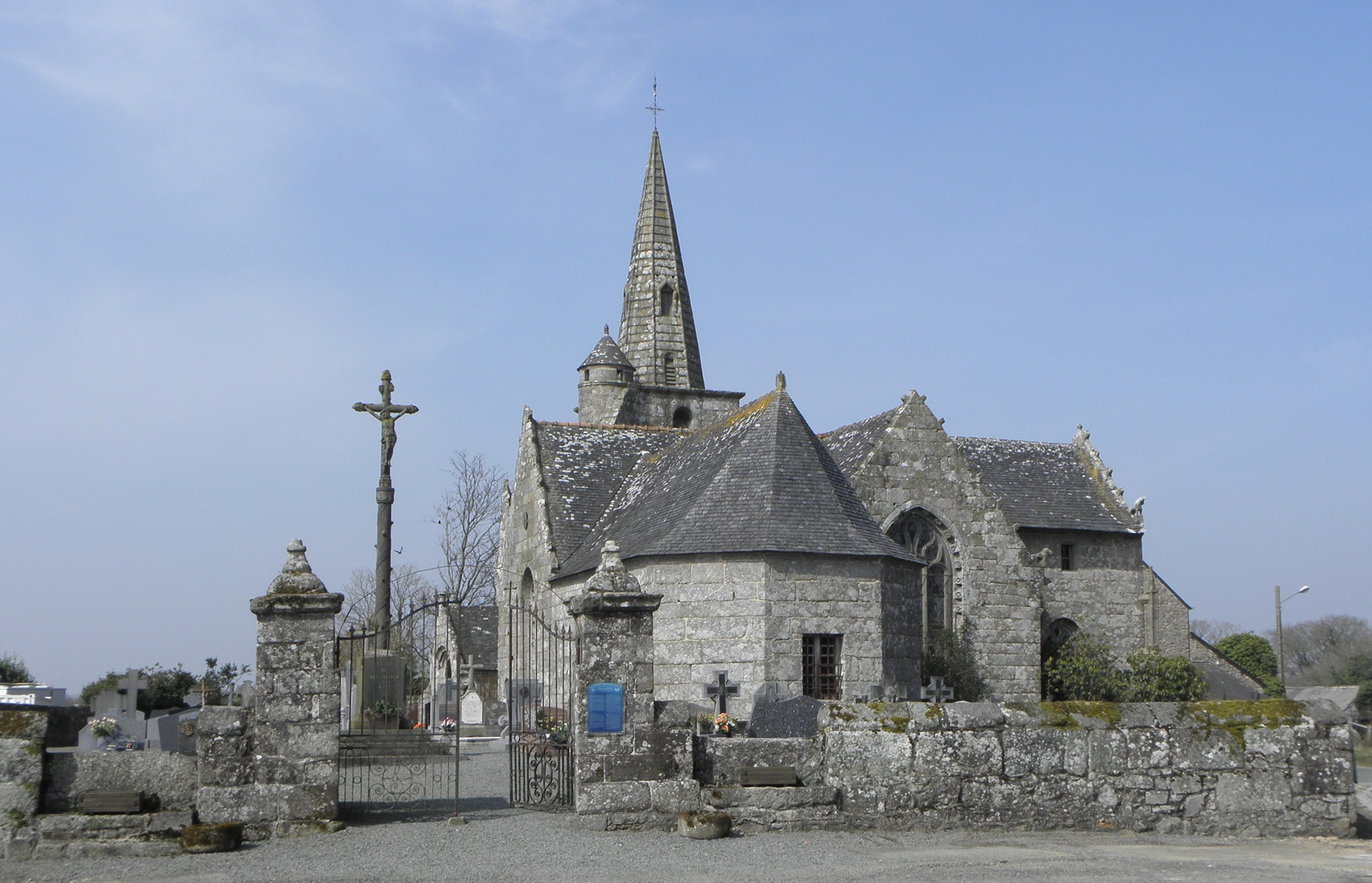
L'église paroissiale Saint-Gildas.

- L’église Saint-Gildas (XVe-XVIe siècle). Le clocher date de 1587 et elle comprend 2 chapelles latérales : une au nord, appelée « du Duc », et l'autre au sud, appelée « de Kerbastard » (nom d'une seigneurie de Lanrivain).  Classé MH (1929)[26].
- La fontaine Saint-Gildas (XVIIIe siècle). On y pratiqua un culte pour préserver les chiens de la rage.

## Personnalités liées à la commune
- Georges Cadoudal (1929-2021), sonneur de biniou-braz qui participa activement au renouveau de la musique bretonne d'après-guerre, est né à Magoar.

## Photos

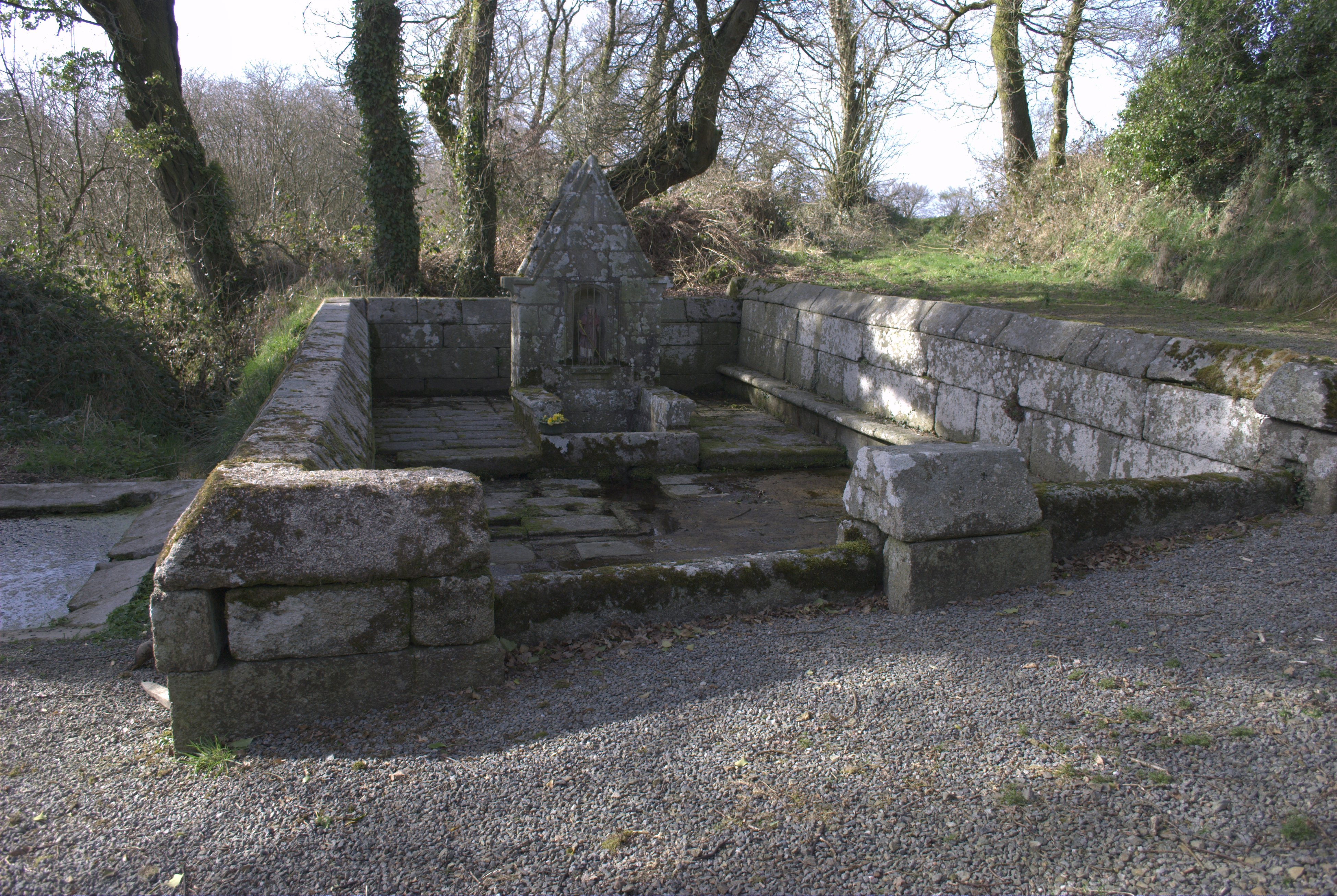
Fontaine Saint-Gildas.